# Platynowa kolekcja: Złote przeboje (album Andrzeja i Elizy)
Platynowa kolekcja: Złote przeboje – album kompilacyjny zespołu Andrzej i Eliza zawierający jego największe przeboje, wydany w 2004 roku przez GM Records jako część serii Platynowa kolekcja.

## Lista utworów
1. „Czas relaksu” (muz. A. Rybiński, sł. B. Olewicz) – (03:26)
2. „Letni sposób na kłopoty” (muz. A. Rybiński, sł. K. Logan) – (01:58)
3. „Ballada o butach” (muz. A. Rybiński, sł. J.P. Pop) – (02:35)
4. „Dobra miłość między nami” (muz. J. Kępski, sł. K. Szemioth) – (02:26)
5. „Nie tak daleko stąd” (muz. A. Rybiński, sł. J. Kleyny) – (02:24)
6. „W starym domku ciotki Emilii” (muz. A. Rybiński, sł. B. Olewicz) – (02:49)
7. „Kiedy wszystko się nagle zmienia” (muz. A. Rybiński, E. Horbaczewska, sł. K. Logan) – (03:22)
8. „Dzieląc świat na pół” (muz. A. Rybiński, sł. M. Maliszewska) – (03:52)
9. „Daj czas nauczyć się” (muz. A. Rybiński, sł. M. Maliszewska) – (02:31)
10. „Gdy tak stoję zapatrzony w okno” (muz. A. Rybiński, sł. M. Dagnan) – (03:00)
11. „Kiedy człowiek sam na świecie” (muz. A. Rybiński, sł. B. Olewicz) – (02:21)
12. „Mój powrót” (muz. A. Rybiński, sł. B. Olewicz) – (03:03)
13. „Spotkanie z życiem” (muz. A. Rybiński, sł. K. Logan) – (03:00)
14. „Na początku lub na końcu miasta” (muz. Z. Hołdys, sł. B. Olewicz) – (04:11)
15. „Powrót do miasta” (muz. A. Rybiński, sł.  K. Dzikowski) – (02:32)
16. „Czerwone lata” (muz. A. Korzyński, sł. A. Tylczyński) – (02:42)
17. „Zaloty jesienne A.D. 1971” (muz. A. Rybiński, sł. B. Olewicz) – (03:29)
18. „W sześć lat po ślubie” (muz. A. Rybiński, sł. B. Olewicz) – (02:12)
19. „Wahanie” (muz. A. Rybiński, sł. B. Olewicz) – (03:35)
20. „Czeka na nas świat” (muz. A. Rybiński, sł. K. Logan) – (03:13)[1]